# Steven Michael Quezada
Steven Michael Quezada (Albuquerque, 15 de fevereiro de 1963) é um ator, escritor, produtor, comediante e professor americano.

## Filmografia

### Cinema
| Ano  | Título            | Papel       |
| ---- | ----------------- | ----------- |
| 2005 | Three Wise Guys   | Agente      |
| 2006 | Beerfest          | Mexicano    |
| 2006 | First Snow        | Enrique     |
| 2008 | Milagros          | Leon        |
| 2010 | Love Ranch        | First Drunk |
| 2010 | Kites             | Cop         |
| 2011 | The Reunion       | Col.Ramirez |
| 2011 | Surreal Estate    | Bearded Man |
| 2011 | Warrior Woman     | Miguel      |
| 2012 | Powder Pigs       | Mr. Valdez  |
| 2013 | Supernal Darkness | Victor      |
| 2013 | The Rambler       | Guarda      |
| 2014 | La Vida Robot     | Salgado     |

### Televisão
| Ano  | Título                | Papel               |
| ---- | --------------------- | ------------------- |
| 2006 | Wildfire              | Ernie Kent          |
| 2008 | In Plain Sight        | Luis Cruz           |
| 2008 | Breaking Bad          | Steven Gomez        |
| 2009 | Crash                 | Councilman Rizzario |
| 2010 | The After After Party | —                   |

### Vídeos musicais
| Ano  | Artista     | Título                     |
| ---- | ----------- | -------------------------- |
| 2014 | Eric Church | "Give Me Back My Hometown" |